# USL League One 2022
La USL League One 2022 fue la cuarta temporada de la USL League One. Comenzó el 2 de abril de 2022 con la temporada regular y finalizó el 6 de noviembre con la final.
Once equipos participaron en la temporada 2022. Cuatro equipos de reserva operados por clubes de la Major League Soccer que participaron en la temporada 2021 Fort Lauderdale CF, New England Revolution II, North Texas SC y Toronto FC II comenzaron a jugar en la nueva liga de desarrollo de la MLS, MLS Next Pro, en 2022. Fueron reemplazados por las franquicias de expansión Central Valley Fuego FC y Northern Colorado Hailstorm FC, y por Charlotte Independence, que decidió pasar de la USL Championship a la USL League One.

## Equipos participantes
| Club                           | Ciudad                     | Estadio                          | Capacidad        | Fundación        | Afiliación       | Entrenador       |                  |
| Equipos Actuales               | Equipos Actuales           | Equipos Actuales                 | Equipos Actuales | Equipos Actuales | Equipos Actuales | Equipos Actuales | Equipos Actuales |
| ------------------------------ | -------------------------- | -------------------------------- | ---------------- | ---------------- | ---------------- | ---------------- | ---------------- |
| Central Valley Fuego FC        | Fresno, California         | Fresno State Soccer Stadium      | 1,000            | 2020             | 2022             | Jaime Ramírez    |                  |
| Charlotte Independence         | Charlotte, North Carolina  | American Legion Memorial Stadium | 10,500           | 2014             | 2022             | Mike Jeffries    |                  |
| Chattanooga Red Wolves SC      | East Ridge, Tennessee      | CHI Memorial Stadium             | 5,500            | 2018             | 2019             | Jimmy Obleda     |                  |
| Forward Madison FC             | Madison, Wisconsin         | Breese Stevens Field             | 5,000            | 2018             | 2019             | Matt Glaeser     |                  |
| Greenville Triumph SC          | Greenville, South Carolina | Legacy Early College Field       | 4,000            | 2018             | 2019             | John Harkes      |                  |
| North Carolina FC              | Cary, North Carolina       | WakeMed Soccer Park              | 10,000           | 2006             | 2021             | John Bradford    |                  |
| Northern Colorado Hailstorm FC | Windsor, Colorado          | Future Legends Complex           | 6,000            | 2021             | 2022             | Éamon Zayed      |                  |
| Union Omaha                    | Papillion, Nebraska        | Werner Park                      | 9,023            | 2019             | 2020             | Jay Mims         |                  |
| Richmond Kickers               | Richmond, Virginia         | City Stadium                     | 22,611           | 1993             | 2019             | Darren Sawatzky  |                  |
| South Georgia Tormenta FC      | Statesboro, Georgia        | Optim Health System Field        | 3,500            | 2015             | 2019             | Ian Cameron      |                  |
| FC Tucson                      | Tucson, Arizona            | Kino North Stadium               | 3,200            | 2010             | 2019             | Jon Pearlman     |                  |

## Clasificación
| Pos. | Equipo                         | Pts. | PJ | G  | E  | P  | GF | GC | Dif. | Clasificación 2022                 |
| ---- | ------------------------------ | ---- | -- | -- | -- | -- | -- | -- | ---- | ---------------------------------- |
| 1    | Richmond Kickers               | 51   | 30 | 14 | 9  | 7  | 54 | 35 | +19  | Clasificado a las semifinales      |
| 2    | Greenville Triumph SC          | 46   | 30 | 12 | 10 | 8  | 40 | 38 | +2   | Clasificado a las semifinales      |
| 3    | Tormenta FC                    | 45   | 30 | 12 | 9  | 9  | 42 | 40 | +2   | Clasificado a los cuartos de final |
| 4    | Chattanooga Red Wolves         | 43   | 30 | 12 | 7  | 11 | 52 | 39 | +13  | Clasificado a los cuartos de final |
| 5    | Union Omaha                    | 43   | 30 | 10 | 13 | 7  | 34 | 33 | +1   | Clasificado a los cuartos de final |
| 6    | Charlotte Independence         | 42   | 30 | 12 | 6  | 12 | 48 | 48 | 0    | Clasificado a los cuartos de final |
| 7    | Northern Colorado Hailstorm FC | 42   | 30 | 11 | 9  | 10 | 42 | 38 | +4   |                                    |
| 8    | Central Valley Fuego FC        | 40   | 30 | 11 | 7  | 12 | 37 | 40 | −3   |                                    |
| 9    | Forward Madison FC             | 33   | 30 | 7  | 12 | 11 | 34 | 44 | −10  |                                    |
| 10   | FC Tucson                      | 32   | 30 | 8  | 8  | 14 | 34 | 44 | −10  |                                    |
| 11   | North Carolina FC              | 30   | 30 | 8  | 6  | 16 | 35 | 53 | −18  |                                    |

Actualizado a los partidos jugados el 15 de octubre de 2022.
 Fuente: USL League One

## Play-offs

### Cuartos de final
| Local                  | Resultado  | Visitante              | Estadio                     | Fecha         |
| ---------------------- | ---------- | ---------------------- | --------------------------- | ------------- |
| Tormenta FC            | 2-1        | Charlotte Independence | Optim Sports Medicine Field | 22 de octubre |
| Chattanooga Red Wolves | 1-0 (pró.) | Union Omaha            | CHI Memorial Stadium        | 22 de octubre |

### Semifinales
| Local              | Resultado | Visitante              | Estadio                    | Fecha         |
| ------------------ | --------- | ---------------------- | -------------------------- | ------------- |
| Richmond Kickers   | 0-1       | Chattanooga Red Wolves | City Stadium               | 29 de octubre |
| Greenville Triumph | 0-1       | Tormenta FC            | Legacy Early College Field | 29 de octubre |

### Final
| Local       | Resultado | Visitante              | Estadio                     | Fecha          |
| ----------- | --------- | ---------------------- | --------------------------- | -------------- |
| Tormenta FC | 2-1       | Chattanooga Red Wolves | Optim Sports Medicine Field | 6 de noviembre |

## Goleadores[7]
- Actualizado el 6 de noviembre de 2022.

| Jugador            | Equipo                      | Goles |
| ------------------ | --------------------------- | ----- |
| Emiliano Terzaghi  | Richmond Kickers            | 17    |
| Kazaiah Sterling   | South Georgia Tormenta      | 17    |
| Garrett McLaughlin | North Carolina              | 14    |
| Juan Galindrez     | Chattanooga Red Wolves      | 13    |
| Jacob Labovitz     | Greenville Triumph SC       | 12    |
| Irvin Parra        | Northern Colorado Hailstorm | 11    |
| Khori Bennett      | Charlotte Independence      | 11    |
| Tresor Mbuyu       | Charlotte Independence      | 11    |